# Xifres i Lletres
Xifres i Lletres és un programa de televisió de preguntes i respostes, basat en el programa francès Des chiffres et des lettres.
Ha tingut quatre èpoques:
- Entre 1991 i 1996, amb el nom de Cifras y Letras, fou emès a La 2 de Televisión Española, en versió castellana.
- Entre 1998 i 2000 fou emès també a La 2, però en desconnexió per al circuit català, en versió catalana.
- Entre 2002 i 2013, en diversos canals autonòmics de la FORTA. Altra vegada en versió castellana, és emès per Telemadrid, Canal Sur 2, CyL7 i Castilla y León TV (en alguns moments, per altres televisions autonòmiques i locals, com per exemple Canal Nou, Aragón TV, Canal Extremadura TV, Televisión Canaria i TPA). També fou emès, en gallec i amb el nom de Cifras e letras Televisió de Galicia.[1]
- El 2024 fou recuperat amb el nom de Cifras y Letras a La 2 de Televisión Española, en versió castellana.[2]

El sistema del programa és essencialment el mateix en totes les versions, però la mecànica exacta i els premis han canviat al llarg del temps.

## Proves
Com indica el nom del programa, el joc consisteix en dos tipus de proves:

### Xifres
L'objectiu és obtenir, en 45 segons, un nombre enter natural (entre 101 i 999) amb les operacions aritmètiques bàsiques (+,−,×,÷) aplicades a sis números triats a l'atzar (de l'1 al 10, 25, 50, 75 i 100). No és obligat usar tots els nombres, però no se'n pot repetir cap.
Guanya la prova el jugador que aconsegueix la xifra exacta. Si cap jugador aconsegueix la xifra, guanya el jugador que més s'aproxima. En cas d'empat, s'adjudiquen els punts per torns.

### Lletres
Els concursants demanen, alternativament, vocal o consonant, fins a un total de nou lletres, amb les que han de formar la paraula més llarga possible sense usar cap lletra més d'una vegada.
La versió català usava el Gran Diccionari de la llengua catalana per a validar les paraules. En la versió en castellà són vàlides les paraules recollies en el Diccionario de la Real Academia Española, en la gallega s'usa el Diccionario Xerais. No són vàlids els plurals, ni les formes personals del verb. Sí que són vàlids els femenins i les formes no personals (infinitiu, participi i gerundi) dels verbs.
Guanya el concursant que aconsegueix la paraula més llarga. En cas d'empat, guanya el concursant que té el torn, sempre que la paraula declarada sigui vàlida.

### Duel
Existeix un variant de la prova de lletres, anomenada El Duel, afegida a la 2a temporada de la 3a època (2003-2004). Els concursants han de trobar dues paraules, usant totes les lletres disponibles, sobre un tema que proposa l'expert en lletres. Aquesta prova proporciona 10 punts al més ràpid en prémer un botó, sempre que encerti i premi el botó després de sentir la paraula temps. Si s'equivoca o prem abans d'hora el botó, els 10 punts van a l'altre concursant. Aquesta prova no existia en les versions emeses a La 2, i fou suprimida a partir del 3 de setembre de 2007 en la nova versió (excepte en la gallega).

## Mecànica del concurs
A Xifras i Lletres s'enfronten dos concursants de manera alternativa. Comença el jugador novell i segueix el campió del programa anterior. El torn determina qui guanya els punts en cas d'igualar resultats en cada prova.

### Versions emeses enLa 2
Deu proves, distribuïdes com segueix:
Xifres - Lletres - Lletres - Xifres - Lletres - Lletres - Xifres - Lletres - Lletres - Xifres.
En les xifres, si un jugador aconseguia el nombre exacte, rebia 9 punts. Si no s'assolia l'objectiu exacte, el jugador que més s'aproximava rebia 6 punts.
En les lletres, el guanyador rebia tants punts com lletres tingués la paraula.
Si un concursant feia un error i no podia formar la paraula o xifra declarada, els punts que hauria obtingut s'adjudicaven directament al seu oponent.

### Versió emesa en canals FORTA
Tretze proves, distribuïdes com segueix:
Xifres - Lletres - Lletres - Xifres - Lletres - Lletres - Duel - Xifres - Lletres - Lletres - Xifres - Lletres - Lletres.
En les xifres, el guanyador rebia 9 punts. Si no aconseguia l'objectiu exacte, el jugador que més s'aproximava rep 6 punts.
En les lletres, el guanyador obté tants punts com lletres té la paraula. Si aconsegueix una paraula de 9 lletres, aleshores el premi n'obté el doble, 18 punts..
Si un concursant fa un error i no pot formar la paraula o xifra declarada, l'oponent té l'oportunitat de formar la paraula o xifra que ha declarat ell, que rep els punts corresponents en cas d'encert, sense penalitzar al primer concursant (excepte en El Duel). En cas d'error d'ambdós concursants, no s'assigna cap punt.
Des del 3 de setembre de 2007, desaparegué el Duel (excepte en l'edició gallega). La resta de proves van romandre sense canvis.
Des de maig de 2008, en la versió en castellà, no s'admeten com a vàlids els participis femenins de verbs intransitius.

## Altres diferències entre les versions
En les versions de La 2, castellà i català, els concursants triaven nombres de forma alternativa. S'extreien a l'atzar de 4 grup. Els 3 primers tenien nombres de l'1 al 9, i l'últim grup tenia els nombres 10, 25, 50, 75 i 100.
En la versió de les televisions autonòmiques, els nombres apareixien automàticament en la pantalla, extrets a l'atzar per ordinador. Això feia que de vegades fos impossible aconseguir la xifra exacta.
A més, en les versions de La 2, si un jugador aconseguia les quatre xifres exactes, rebia un premi de 500.000 de pessetes (aprox. 3.000 euros), que conservava encara que perdés al final del programa.
A La 2, un concursant podia participar només en 5 programes, mentre que en la versió de les autonòmiques tenia un límit de 20 programes per a la Telemadrid i de 30 per la versió de Canal Sur 2. A la versió de Televisión de Galicia la participació no tingué mai cap límit.

## Premis
En la versió de La 2, el guanyador rebia 5.000 pessetes (aprox. 30 euros) per punt.
A més, si un concursant trobava una paraula de 9 lletres rebia 5000.000 pessetes (aprox. 3.000 euros), encara que al final del programe perdés. El mateix succeïa si aconseguia 4 xifres exactes en un mateix programa.
En la versió de la FORTA, el guanyador del programa rebia 602 euros; 500 euros en la versió gallega.
En totes les versions, el guanyador participa en el programa següent, i els premis s'acumulen, fins als dia que el concursant fos eliminat (en la versió de Telemadrid fins a un màxim de 20 programes; 30 en Canal Sur 2). Si els concursants emtataven, repartien el premi i ambdós participaven en el programa següent.

## Presentadors

### La 2
- La versió inicial realitzada en La 2 en castellà fou presentada per Elisenda Roca, amb la col·laboració d'Octavio Iglesias en lletres i Paz Morillo (posteriorment Inmaculada Llorens i Irene Mora) en les xifres.[3]
- La versió en català emesa en La 2 fou presentada per Esther Sastre, amb la col·laboració d'Anna Montserrat en lletres i Alejandro Arenas en les xifres.[4]
- La versió de 2024 de La 2 és presentada per Aitor Albizua, amb la col·laboració d'Elena Herraiz en lletres i de David Calle en xifres.[2]

### FORTA
- Originalment Paco Lodeiro presentava els programes emesos per Telemadrid juntament amb l'expert en lletres Antonio Elegido i l'experta en xifres Gema Ramos. Aquesta fou substituïda per Paz de Alarcón i posteriorment per Sheila Izquierdo. Lodeiro fou substituït en 2010 per Goyo González. Telemadrid va deixar d'emetre el programa en desembre de 2012.
- Paco Lodeiro fou el presentador de la versió gallega emesa per Televisión de Galicia des del 2006, acompanyat en xifres pel físic Jorge Mira i en lletres per la poetessa Yolanda Castaño. En 2011, Castaño fou substituïda per María Canosa. TVG cancel·là en 2013 el programa i el substituí per un altre de similar anomenat "Verbas Van", amb Lodeiro també de presentador, i Mira i Canosa com a experts.
- En la versió emesa per Canal Sur 2, com en Telemadrid, el presentador fou Goyo González i l'expert en lletres també era Antonio Elegido, però l'experta en xifres era Paz de Alarcón.